# Hycan 007
Hycan 007 – elektryczny samochód osobowy typu SUV klasy średniej produkowany pod chińską marką Hycan od 2020 roku.

## Historia i opis modelu

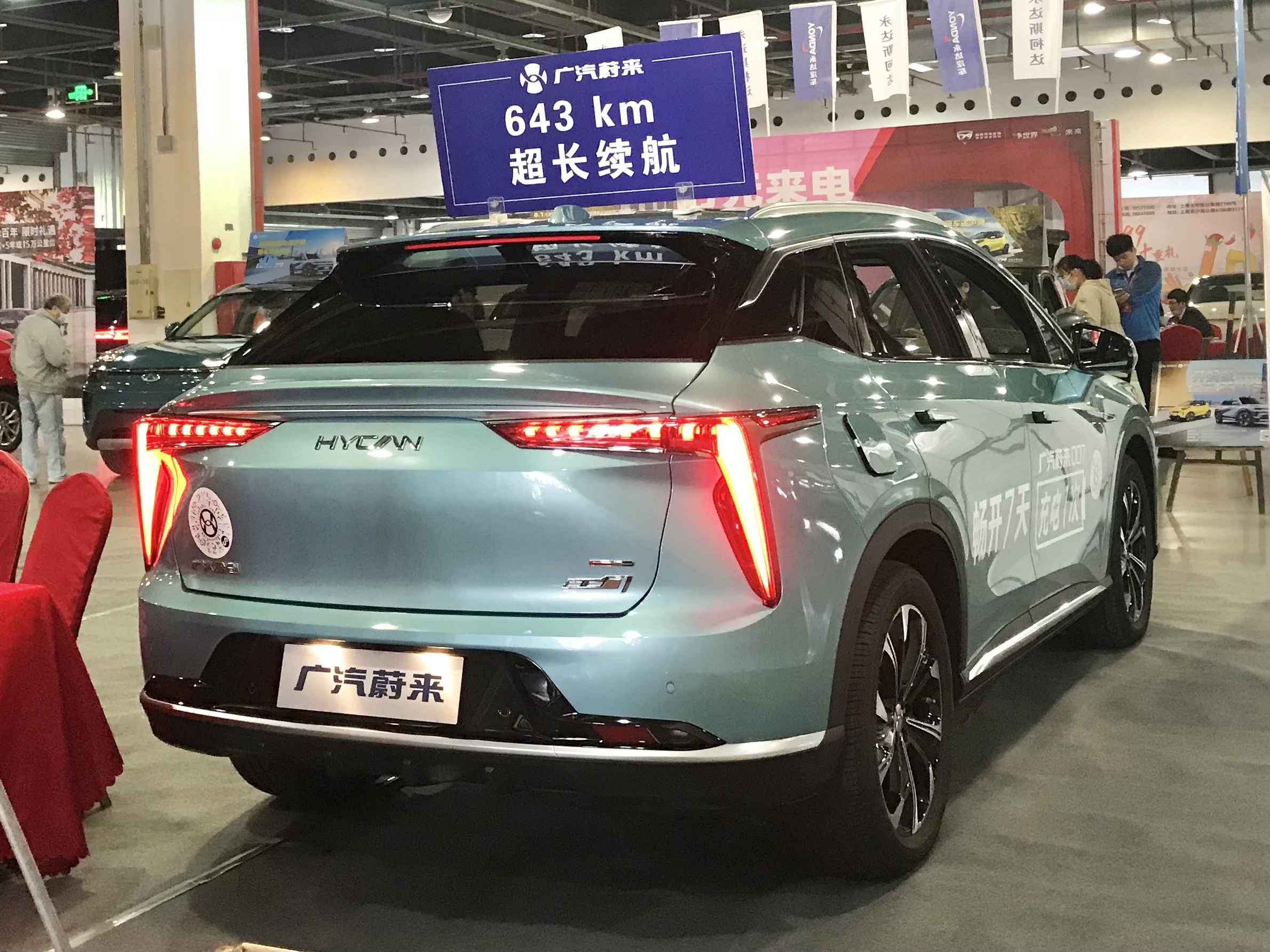
Hycan 007 - tył

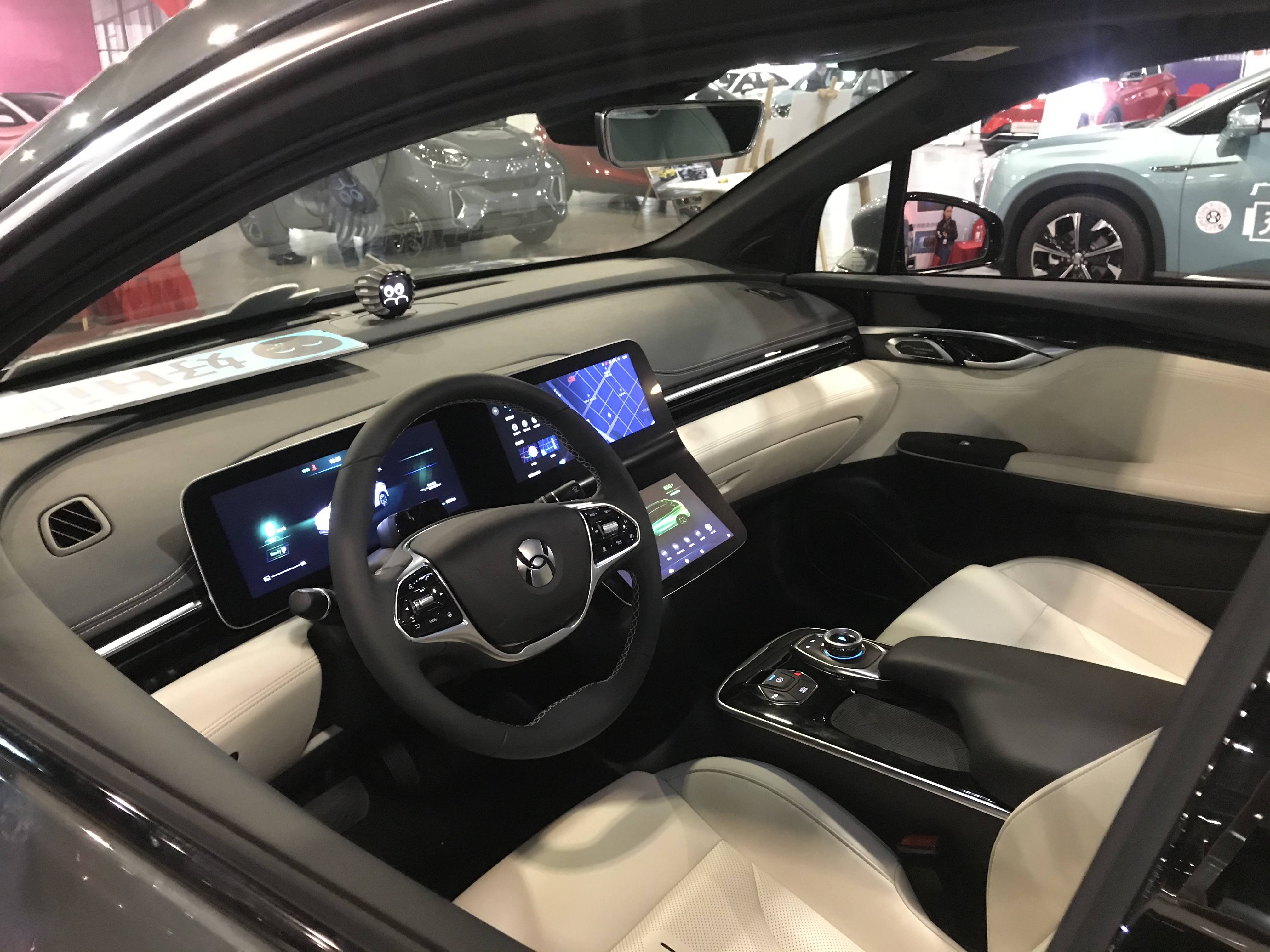
Hycan 007 - kokpit

Wraz z ogłoszeniem przez GAC Group i NIO zawarcia partnerstwa skutkującego powstaniem spółki joint venture Hycan, pod koniec maja 2019 roku przedstawiono studyjną zapowiedź pierwszego pojazdu opracowanego pod tą marką. Premiera seryjnego Hycana 007 odbyła się na początku 2020 roku.
Samochód powstał jako bliźniacza konstrukcja względem SUV-aprodukowany pod chińską marką GAC Aion w latach 2021–2022 oraz jako GAC Aion Y Plus od 2022 roku. Aion LX, odróżniając się od niego jednak znacznie dłuższym nadwoziem i głęboko zmodyfikowanym wyglądem. Pas przedni zyskał diodowe reflektory w kształcie dużych bumerangów, za to dach pomalowano w ciemnej barwie. Deska rozdzielcza utworzona została przez trzyczęściową taflę szkła skrywającą cyfrowy ekran wskaźników, a także dotykowy ekran systemu multimedialnego oraz dotykowy panel klimatyzacji zagięty względem kierowcy. Na szczycie kokpitu znalazł się okrągły sensor asystenta kierowcy.

### Sprzedaż
007 powstał wyłącznie z myślą o wewnętrznym rynku chińskim. Pierwsze egzemplarze trafiły do klientów pod koniec maja 2020 roku, trafiając do nabywców z zakładów produkcyjnych w Kantonie, nie zdobywając jednak popularności. W żadnym z pierwszych 3 lat produkcji sprzedaż nie przekroczyła 600 sztuk.

### Dane techniczne
Hycan 007 napędzany jest układem elektrycznym, który tworzy 73 kWh lub 93 kWh bateria oferująca zasięg 523 kilometry lub 643 kilometry. Słabszy wariant osiąga 100 km/h w 8,2 sekundy, za to mocniejszy w 7,9 sekundy.